# Granville Waldegrave, 3:e baron Radstock

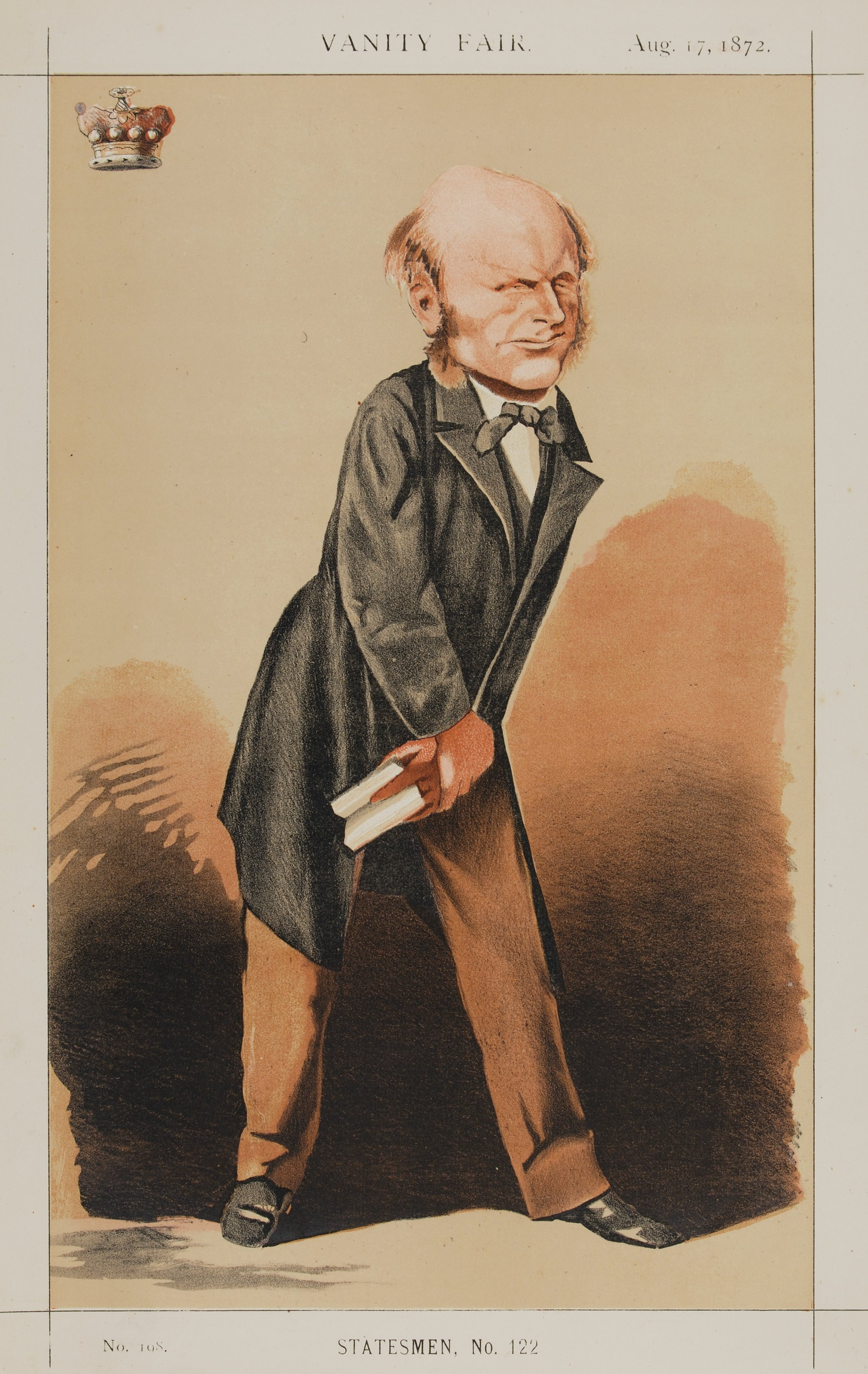
Lord Radstock, karikatyr i Vanity Fair 1872.

Granville Augustus William Waldegrave, 3:e baron Radstock, född den 10 april 1833 i London, död den 8 december 1913 i Paris, var en irländsk baron och väckelsepredikant.
Radstock efterträdde 1857 sin far som peer (ledamot av överhuset). Han blev 1859 kapten vid 9:e Middlesex skyttekompani och 1860 överstelöjtnant vid Västra Middlesex bataljon. En djup medkänsla drev honom snart att söka rädda människor för Guds rike, att bli en "människofiskare", som han själv kallade sig. I Nordisk Familjebok heter det, att "i hemmen, bönehusen, kyrkorna har han vunnit tusentals hjertan genom den ärliga öfvertygelse och den för jordisk vinning oegennyttiga ifver, som präglat hans enkla, men varma föredrag". Med avseende på sin religiösa ståndpunkt var han att räkna till plymouthbröderna. Radstock reste 1874, 1875–1876 och 1878 till Sankt Petersburg för att evangelisera. Besöken ledde till en väckelse i synnerhet i adliga kretsar. Han besökte även Sverige (första gången 1878–1879) och verkade där i synnerhet i Stockholm.